# Den sårade divan
Den sårade divan är en facklitterär bok från 2015 av idé- och lärdomshistorikern Karin Johannisson. 
Med tre fallbeskrivningar som röd tråd undersöker Johannisson psykiatrins makt och roll gentemot den enskilda individens möjlighet att själv ta makten över sin diagnos och sjukdom. Författaren Agnes von Krusenstjerna (1894–1940), i boken kallad Agnes von K, konstnären Sigrid Hjertén (1885–1948), kallad Sigrid H, och författaren och nobelpristagaren Nelly Sachs (1891–1970), kallad Nelly S, fick olika psykiatriska diagnoser och var inskrivna på Beckomberga sjukhus.
Agnes von Krusenstierna fick diagnosen hysteri. Sjukdomen tog sig uttryck i bland annat ett överdrivet sexuellt missbruk samt självsvält. En fast punkt i tillvaron blev dock samtalen med psykiatern Viktor Wigert. Sigrid Hjertén fick diagnosen schizofreni och drabbades av såväl stupor som katatoni. Hon dog till följd av en illa utförd lobotomi. Nelly Sachs, vars tidiga verk hade bränts på bål av nazistregimen, kom till Sverige 1940. Den hyperkänsliga Sachs utvecklade efter moderns död paranoia; hon ansåg sig vara förföljd av nazister och lida som de förintade i Auschwitz. För Johannisson visar dessa tre psykiatriska kvinnoöden ändå att man även kan bli ”aktör inom sin diagnos”.
Den sårade divan var nominerad till Augustpriset för Årets svenska fackbok 2015.